# Black-Body Theory and the Quantum Discontinuity
Black-Body Theory and the Quantum Discontinuity, 1894–1912 (Teoria dos Corpos Negros e a Descontinuidade Quântica, 1894–1912) é um livro de 1978 de autoria de Thomas Kuhn, um filósofo e historiador da ciência conhecido por seu trabalho A Estrutura das Revoluções Científicas. Uma segunda edição, com um novo posfácio, foi publicado em 1987 pela University of Chicago Press.